# Podocarpus teysmannii
Podocarpus teysmannii là một loài thực vật hạt trần trong họ Thông tre. Loài này được Miq. miêu tả khoa học đầu tiên năm 1859.